# Crambus trichusalis
Crambus trichusalis là một loài bướm đêm trong họ Crambidae.